# Alberto Pieralisi
Alberto Pieralisi (Italia, 31 gennaio 1911 – Rio de Janeiro, 8 ottobre 2001) è stato un regista e sceneggiatore italiano.

## Biografia
Dopo aver diretto nel 1943 il film To dromaki tou Paradeisou - una collaborazione italo-greca - e nel 1945 Il richiamo della strada, nel 1947 si trasferì in Brasile dove fino alla fine degli anni '70 girò altri 21 lungometraggi.

## Filmografia parziale

### Regia e sceneggiatura
- Il richiamo della strada (1946)
- Querida Susana (1947)
- Uma Luz na Estrada (1949)
- O Comprador de Fazendas (1951)
- João Gangorra (1952)
- Sulla piazza di Rio me le faccio tutte io (1970)
- O Comprador de Fazendas (1975)
- Essa Mulher É Minha... E Dos Amigos (1976)
- O Amante de Minha Mulher (1978)

### Regia
- To dromaki tou Paradeisou (1943)
- A Família Lero-Lero (1953)
- O 5º Poder (1962)[2]
- Missão: Matar (1972)